# 晋昌郡 (甘肃)
晋昌郡，中国西晋时期在甘肃凉州设置的郡，所在的前凉、西凉是十六国五胡乱华时期建立的汉人政权，是彼时北方中原与江淮士族的避难所。
西晋元康五年（295年）分敦煌、酒泉两郡置晋昌郡，治冥安县，今甘肃省瓜州县锁阳城镇东22公里处锁阳城遗址）。 辖境相当今甘肃省瓜州县至肃北蒙古族自治县北部、玉门市一带疏勒河中游和踏实河流域地区。分敦煌郡之宜禾、伊吾、冥安、渊泉、广至等五县，分酒泉之沙头县, 别立会稽、新乡，一共八县，属凉州。
十六国前凉时期属沙州，北凉时期仍置，段业分宜禾县入凉兴郡，余七县未变。北魏改为会稽郡，后又废为戍，末年复置，辖境缩小，改为常乐郡。北周武帝时改为永兴郡。隋开皇初废。唐天宝初改瓜州为晋昌郡，乾元初复为瓜州。 